# أركاديا مارتين ويساي توي
أركاديا مارتين ويساي توي (بالإنجليزية: Arcadia Martin Wesay Toe)‏ (مواليد 20 أغسطس 1982 في ييكيبا) لاعب كرة قدم ليبيري دولي يجيد اللعب في خط الهجوم . يلعب حاليا لصالح نادي دبي الإماراتي منذ سنة 2007 .